# Nephrotoma idiocera
Nephrotoma idiocera är en tvåvingeart som beskrevs av Alexander 1976. Nephrotoma idiocera ingår i släktet Nephrotoma och familjen storharkrankar. Inga underarter finns listade i Catalogue of Life.